# Sandared
Sandared – miejscowość (tätort) w Szwecji, w regionie administracyjnym (län) Västra Götaland, w gminie Borås.
Według danych Szwedzkiego Urzędu Statystycznego liczba ludności wyniosła: 3355 (31 grudnia 2018) i 3392 (31 grudnia 2019).